# 1671.
◄ | 16. stoljeće | 17. stoljeće | 18. stoljeće | ►
◄ | 1640-ih | 1650-ih | 1660-ih | 1670-ih | 1680-ih | 1690-ih | 1700-ih | ►
◄◄ | ◄ | 1668. | 1669. | 1670. | 1671. | 1672. | 1673. | 1674. | ► | ►►
Arhitektura • Astronomija • Biologija • Glazba • Kazalište • Kemija • Kiparstvo • Knjige • Književnost • Kršćanstvo • Medicina • Politika • Pravo • Promet • Slikarstvo • Znanost

## Događaji
- 14. travnja: Zarobljen ruski seljački vođa Stjenka Razin od Kozaka.
- 30. travnja: Pogubljeni hrvatski velikaši Petar Zrinski i Fran Krsto Frankopan u Bečkome Novom Mjestu.
- 9. svibnja: Iz Londonskog Towera ukradeni kraljevski dragulji. Počinitelj Thomas Blood uspio je savladati čuvara.
- Početak izgradnje Monumenta u Londonu

## Rođenja
- Osman-aga Temišvarski, turski prevoditelj, vojnik i pisac.

## Smrti
- 30. travnja – Petar Zrinski, hrvatski ban i državnik (* 1621.)

## Vanjske poveznice
|  | Zajednički poslužitelj ima još gradiva o temi 1671. |